# ليفينغستون إل. هولدر جونيور
ليفينغستون إل. هولدر جونيور (بالإنجليزية: Livingston L. Holder, Jr.)‏ هو رائد فضاء وضابط أمريكي، ولد في 29 سبتمبر 1956 في ديترويت في الولايات المتحدة.